# Amblypodia artegae
Amblypodia artegae är en fjärilsart som beskrevs av William Doherty. Amblypodia artegae ingår i släktet Amblypodia och familjen juvelvingar. Inga underarter finns listade i Catalogue of Life.